# Caprina Fahey
Emily Caprina Fahey, geborene Gilbert (* 13. September 1883 auf Capri, Italien; † 26. Oktober 1959 in Hainford, Norfolk), war eine britische Suffragette.

## Leben
Fahey wurde als jüngstes von fünf Kindern in Italien geboren. Ihre Mutter war Alice Jane Gilbert (1847–1916) und ihr Vater Alfred Gilbert (1854–1934), der Bildhauer unter anderem des Eros, des Shaftesbury Memorial Fountain, am Piccadilly Circus in London und des Denkmals für Henry Fawcett in der Westminster Abbey. Ihre Eltern waren Cousin und Cousine und brannten nach Paris durch, um dort zu heiraten. Von Frankreich zogen sie nach Italien, bevor sie nach England zurückkehrten, wo Gilbert seine Karriere fortsetzte. Sein Konkurs im Jahr 1901 zwang die Familie, nach Brügge zu ziehen, um später wieder nach England zurückzukehren. Fahey reiste am 7. September 1901 mit ihrer Mutter im Zug nach Belgien.
Fahey stand gelegentlich ihrem Vater Modell, der ihr späteres Engagement als Suffragette missbilligte und 1909 in einem Brief kommentierte: „Cappie [is] a thumper of drums or a ‚tootler‘ on fflutes and a banner waver in a rotten cause!!!!“ Später ließ er sie in seinem Testament unerwähnt, obwohl sie an seiner Beerdigung im Golders Green Crematorium teilnahm.
Fahey ließ sich zur Masseurin ausbilden und heiratete 1901 Alfred Edward Fahey. Ihr Mann war einer der Assistenten ihres Vaters und Maler. Gemeinsam bekamen sie 1905 einen Sohn namens Dennis Mountiford Fahey, aber Alfred Fahey verließ sie, als der Junge sechs Monate alt war. Später klagte sie gegen Alfred auf Scheidung und erhielt, für die damalige Zeit ungewöhnlich, das Sorgerecht für das Kind. Ihr Mann starb bald darauf 1907, der Sohn starb im Alter von 35 Jahren in Brighton und hinterließ seiner Mutter drei Enkelkinder.
Ab Mitte der 1900er Jahre beteiligte sich Fahey an Suffragetten-Aktivitäten und wurde in die Suffragette Roll of Honour aufgenommen, in der diejenigen aufgeführt sind, die für diese Sache Gefängnisstrafen verbüßten. 1908 trat sie der der Women’s Social and Political Union (WPSU) bei und wurde innerhalb von zwei Jahren Organisatorin für Middlesex. Zu dieser Zeit lebte sie mit Vera Wentworth in London. Fahey half auch auf der Longdown Farm bei der Organisation von Suffragetten-Treffen im Zentrum von Buckinghamshire, wo sie sich in den Sommern 1908 und 1909 aufhielt.
1909 wurde Fahey zusammen mit sechsundzwanzig anderen Suffragetten verhaftet, die von der Caxton Hall in Westminster aus marschierten und versuchten, in das Unterhaus einzudringen. Sie wurde zusammen mit Constance Bulwer-Lytton, Daisy Solomon, Rose Lamartine Yates und Sarah Carwin wegen Behinderung verurteilt und erhielt einen Monat Gefängnis. Im November 1910 war sie in den als „Schwarzen Freitag“ bekannten Vorfall verwickelt und wurde wegen Steinewerfens erneut verhaftet und zu zwei Wochen Haft verurteilt. Beide Strafen verbüßte Fahey im Holloway Prison, wo sie in den Hungerstreik trat.
Fahey schloss sich lokalen Suffragetten aus Norfolk an, darunter Sophia Duleep Singh, Grace Marcon und Miriam Pratt. Fahey wurde zusammen mit Helen Kirkpatrick Watts inhaftiert und schrieb danach über ihr anschließendes 90-stündiges Fasten im Gefängnis.  1913 wurde Fahey gebeten, eine der zweiundzwanzig Gruppen von Suffragetten-Trauernden beim Trauerzug für Emily Davison anzuführen.
Caprina Fahey erhielt die WSPU-Hungerstreik-Medaille „For Valour“ am 14. März 1914, als sie unter dem Namen „Emily Charlton“ verhaftet wurde. Zu anderer Gelegenheit benutzte sie auch den Namen „Charlotte Hay“. Die Medaille befindet sich im Archiv des Norfolk Museums Service, an den sie von ihrem Ehemann nach ihrem Tod gestiftet wurde.
Fahey diente während des Ersten Weltkriegs beim Französischen Roten Kreuz als Masseurin, wo sie vermutlich ihren zweiten Ehemann Edward Knight kennenlernte. Nach ihrer Rückkehr nach Großbritannien absolvierte sie eine Ausbildung zur Hebamme, die sie im Mai 1917 abschloss, und arbeitete beim Women's Institute teil. Während des Zweiten Weltkriegs zogen Fahey und Knight nach Rose Cottage in Hainford, Norfolk. Fahey arbeitete als Luftschutzwartin, und sie beherbergten mindestens einen Evakuierten während des Krieges. Das Ehepaar lebte dort bis zu Faheys Tod.
Fahey starb 1959 im Norfolk and Norwich Hospital, ihre Beerdigung fand am 29. Oktober 1959 in der All Saints Church in Hainford statt. Das Rose Cottage, in dem sie gelebt hatte, verfiel und wurde schließlich 1975 abgerissen. Einige Artefakte, die sich auf Faheys Suffragetten-Zeit beziehen, wurden geborgen. Ihr Vermächtnis als Suffragette wurde in ihrer Todesanzeige, anders als ihre Zeit beim Roten Kreuz, als staatlich zugelassene Hebamme und als Air Raid ARP Warden sowie ihre Mitgliedschaft im Women's Institute, nicht erwähnt.
Im November 2017 rief der Norfolk Museums Service öffentlich dazu auf, Informationen über Faheys Leben und ihr Vermächtnis weiterzugeben. Der Aufruf führte zu mehr Informationen über ihr Leben. und Artefakten, die nun im Museum aufbewahrt werden.